# Mugamba
Mugamba es una comuna de la provincia de Bururi en Burundi. En agosto de 2008 tenía una población censada de 59 084 habitantes.
Se encuentra ubicada al suroeste del país, en la región afromontana de Bururi, y cerca de la costa oriental del lago Tanganica.